# Sala do Passado da Cidade de São Paulo: Ensaio de reconstituição dos aspectos da cidade em 1840

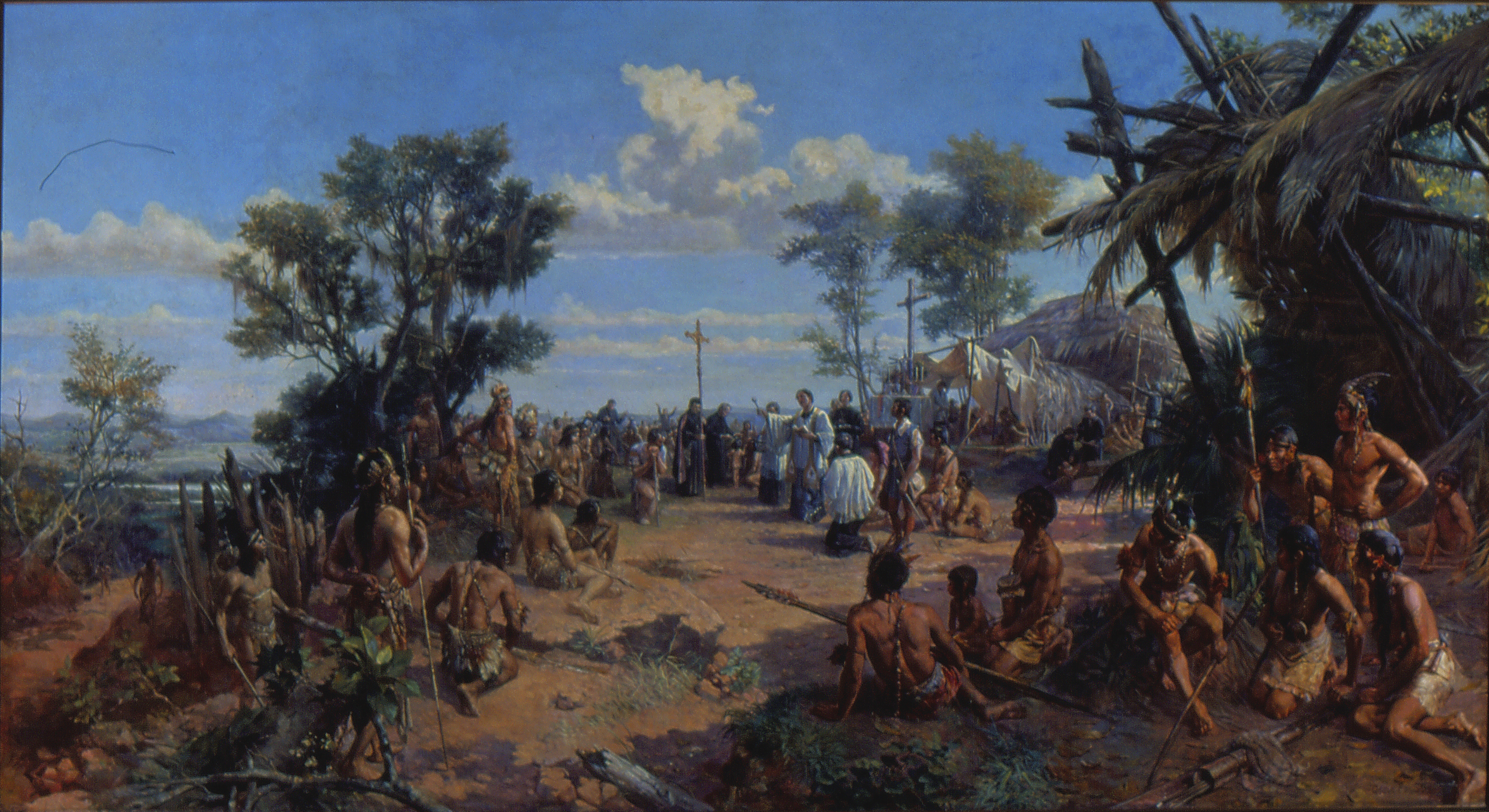
Fundação de São Paulo, 1909, Oscar Pereira da Silva

Sala do Passado da Cidade de São Paulo: Ensaio de reconstituição dos aspectos da cidade em 1840 ou Sala A-15 é uma sala de exposição no Museu do Ipiranga, organizada em 1922 pelo então diretor do museu, Afonso d'Escragnolle Taunay, e tem a pretensão de reconstruir os aspectos antigos da cidade de São Paulo. Reúne retratos de personalidades e políticos paulistas, um retrato de José de Anchieta e uma coluna entalhada do altar-mor da Igreja do Pátio do Colégio. Havia também pequenos quadros de espaços e logradouros da cidade, como o Jardim da Luz, o Largo São Francisco, o Largo do Ouvidor e a Rua da Boa Morte. A cidade era apresentada por meio de plantas, desenhos e panoramas, além da grande maquete de gesso São Paulo em 1841, realizada pelo holandês Henrique Bakkenist e que retrata a topografia e a lógica do povoamento da cidade no final do século XIX.

## Lista de obras presentes na sala do Passado da Cidade de São Paulo:Ensaio de reconstituição dos aspectos da cidade em 1840
Segue uma lista de obras presentes na sala, citadas por Taunay no Guia da Secção Histórica do Museu Paulista, de 1937.
| Imagem | Nome da obra                                                   | Data       | Artista                | Materiais utilizados | Coleção                                             | Versão audível |
| ------ | -------------------------------------------------------------- | ---------- | ---------------------- | -------------------- | --------------------------------------------------- | -------------- |
|        | Fundação da Cidade de São Paulo                                | 1909       | Oscar Pereira da Silva | tinta a óleo         | Coleção Museu Paulista                              |                |
|        | Piques, 1860                                                   | 1945       | Henrique Manzo         | tinta a óleo         | Coleção Museu Paulista                              |                |
|        | Retrato de Ana Matilde Pacheco (Mãe do Visconde de Indaiatuba) | século XIX | Hércules Florence      | tinta a óleo         | Coleção Museu Paulista Coleção Fundo Museu Paulista |                |
|        | Retrato de Anchieta                                            | 1920       | Oscar Pereira da Silva | tinta a óleo         | Coleção Museu Paulista                              |                |
|        | Retrato do Brigadeiro Bernardo José Pinto Peixoto              | século XIX |                        | eucatex tinta a óleo | Coleção Museu Paulista Coleção Fundo Museu Paulista |                |
|        | Retrato do Conselheiro Bernardo A. Gavião Peixoto              | século XX  | Édouard Viénot         | tinta a óleo tela    | Coleção Fundo Museu Paulista Coleção Museu Paulista |                |
|        | São Paulo em 1841                                              | 1922       | Henrique Bakkenist     | gesso                | Coleção Museu Paulista                              |                |